# Manuel Luís do Livramento
Manuel Luís do Livramento foi um político brasileiro.
Foi reformado como tenente-coronel comandante do 2° Batalhão da Guarda Nacional do Desterro, em 19 de fevereiro de 1853.
Foi deputado à Assembleia Legislativa Provincial de Santa Catarina na 8ª legislatura (1850 — 1851) e na 20ª legislatura (1875 — 1875).